# Рейнджел, Чарльз
Чарльз Бернард «Чарли» Рейнджел (англ. Charles Bernard "Charlie" Rangel; 11 июня 1930, Гарлем, Верхний Манхэттен, Нью-Йорк, США — 26 мая 2025, Манхэттен, Нью-Йорк) — американский политик, который был членом Палаты представителей Конгресса США от разных округов Нью-Йорка с 1971 по 2017 год. Член Демократической партии. На момент выхода на пенсию в январе 2017 года был вторым после Джона Коньерса среди действующих членов Палаты представителей по длительности срока занятия должности, постоянно работая с 1971 года. Также был деканом конгрессменов от Нью-Йорка. Рейнджел был первым афроамериканцем, занявшим пост председателя влиятельного Комитета по методам и средствам. Один из основателей Кокуса чёрных конгрессменов (англ. Congressional Black Caucus).
Рейнджел родился в Гарлеме в Верхнем Манхэттене. Участник Корейской войны, был награждён военными медалями «Пурпурное сердце» и «Бронзовая звезда». Рейнджел окончил Нью-Йоркский университет в 1957 году со степенью бакалавр наук и Школу права Университета Святого Джона в 1960 году со степенью бакалавр права. Затем работал в качестве частнопрактикующего адвоката, помощником федерального прокурора и юрисконсультом в начале и середине 1960-х годов. Во второй половине 1960-х занялся политикой: дважды избирался в Ассамблею штата Нью-Йорк, а в 1970 году победил давнего действующего конгрессмена-демократа Адама Клэйтона Пауэлл-младшего и в первый раз стал членом Палаты представителей.
В Конгрессе Рейнджел быстро завоевал серьёзные позиции в рядах демократов, сочетая прочные либеральные взгляды с прагматичным подходом к нахождению политических и законодательных компромиссов. Его давний интерес к борьбе с торговлей наркотиками привёл к тому, что Рейнджел стал председателем Комитета Палаты представителей по наркотикам, где помогал определять национальную политику по этому вопросу в 1980-х годах. Будучи одним из членов так называемой «Банды четырёх», неформальной коалиции гарлемских политиков-афроамериканцев, он также стал одним из влиятельных политиков в городе и штате Нью-Йорк. Рейнджел сыграл важную роль в создании корпорации развития Верхнего Манхэттена и принятии национального закона о зонах развития (англ. Empowerment Zone Act), которые помогли изменить экономическое лицо Гарлема и других городских районов. Политик известен способностью завоевывать коллег-законодателей и откровенностью в своих взглядах, так он несколько раз арестовывался во время политических демонстраций. Рейнджел был активным противником администрации Джорджа У. Буша и войны в Ираке.
Начиная с 2008 года в адрес Рейнджела были выдвинуты ряд обвинений в нарушении этических норм и несоблюдении налогового законодательства. Комитет Палате представителей по этике сосредоточился на проверке обвинений в неправильной аренде нескольких квартир в Нью-Йорке, использовании офиса конгрессмена для сбора средств для Центра Рейнджела при Городском колледже Нью-Йорка и скрытии дохода от сдачи в аренду виллы политика в Доминиканской Республике. В марте 2010 года Рейнджел вышел из состава Комитета Палаты представителей по методам и средствам, который возглавлял три года. В ноябре 2010 года Комитет по этике признал Рейнджела виновным по 11 пунктам нарушения правил этики, а 2 декабря 2010 года Палата одобрили санкцию против него. Во время выборов 2012 и 2014 годов Рейнджел столкнулся с сильными проблемами в ходе праймериз в своём районе, ныне преимущественно латиноамериканском, но в обоих случаях смог добиться переизбрания. В 2016 году политик отказался от участия в выборах и покинул свой пост в январе 2017 года.

## Биография
Рейнджел родился в Гарлеме в Нью-Йорке 11 июня 1930 года. Его отец, Ральф Рейнджел, переехал в Нью-Йорк из Пуэрто-Рико в 1914 году. Мать, афроамериканка Бланш Мэри Уортон, была из Нью-Йорка с семейными корнями в сельской Виргинии, причём прапрадед Чарли был белым. Чарльз был вторым из трёх детей, имея старшего брата Ральфа-младшего и младшую сестру Фрэнсис. Его отец иногда работал в гараже, но по большей части был он был безработным и нередко покидал семью, окончательно оставив её, когда Чарльзу было шесть лет. Чарли воспитывался матерью, которая работала горничной и швеёй на фабрике в швейном квартале Нью-Йорка и дедушкой по материнской линии. Летние каникулы он проводил в Аккомаке (Виргиния), у родственников по материнской линии. Чарльз воспитывался как католик.
Рейнджел успешно учился в начальной и средней школе, в возрасте восьми лет начал работать в аптеке по соседству. Во время учёбы в средней школе ДеВитта-Клинтона (англ. DeWitt Clinton High School) он часто прогуливал и иногда доставлялся домой полицией. Его дед по материнской линии, который работал в здании суда и знал многих судей и адвокатов, не позволил внуку попасть в более серьёзные проблемы. В 16 лет Рейнджел бросил школу и работал на различных низкооплачиваемых работах, включая продажу обуви.
С 1948 по 1952 год Рейнджел служил в армии США. В начале Корейской войны он был рядовым первого класса в 503-м полевом артиллерийском батальоне 2-й пехотной дивизии, оснащённой 155-мм гаубицами М114. В батальоне служили только чёрные, так как хотя президент Гарри С. Трумэн подписал приказ о десегрегации вооружённых сил в 1948 году, процесс шёл медленно и подавляющее большинство подразделений, первоначально отправленных в Корею, по-прежнему были разобщены. Подразделение Рейнджела прибыло в южнокорейский Пусан в августе 1950 года, а затем начало продвигаться на север, когда силы ООН продвинулись вглубь Северной Кореи.
В конце ноября 1950 года, после вмешательства КНР в войну, подразделение Рейнджела оказалось втянутым в тяжёлые бои в Северной Корее во время отступления сил США по реке Ялу. В ходе Пхеньян-Хыннамской операции Корейской народной армии и соединений китайских добровольцев 2-я пехотная дивизия была отведена для того, чтобы удержать дорогу около Куну-ри, а остальные части 8-й армии отступили на юг, в Сунчхон. В ночь на 29 ноября 1950 года 2-я дивизия была атакована и постепенно окружена силами китайской армии. Днём 30 ноября поступил приказ вывести 2-ю дивизию из окружения по частям, но 503-й артиллерийский батальон был лишь шестым из восьми в очереди, установленной приказом, и не смог выбраться при дневном свете, когда было возможно прикрытие с воздуха.
В ночь на 30 ноября Рейнджел был частью отступающей колонны, которая оказалась в ловушке и была атакована китайскими войсками. Во время боя Чарли был ранен в спину осколком. Хотя Рейнджел был лишь рядовым первого класса, он имел репутацию лидера в подразделении и получил прозвище «Sarge». Раненный Чарли собрал около 40 человек из своего подразделения и смог ночью вывести их из китайского окружения. 1 декабря артиллеристы 503-го батальона достигли Сунчона. В целом, ни одна часть 2-й пехотной не пострадала так же сильно, как артиллерия, почти половина батальона была убита, все орудия потеряны.
Сначала Рейнджела отправили в полевой госпиталь, затем переместили в общую больницу в Южной Корее, где он выздоравливал. В США он вернулся в июле 1951 года.
Рейнджел был награждён медалями «Пурпурное сердце» за своё ранение и «Бронзовая звезда» за свои действия перед лицом смерти, а также тремя звёздами за службу.
После почётного увольнения из армии в 1952 году в звании штаб-сержанта, Чарли вернулся домой. Позднее Рейнджел рассматривал службу в армии, вдали от нищеты своей юности, как важный поворотный момент в его жизни.
Окончив среднюю школу и воспользовавшись льготами как участник боевых действий, Рейнджел смог в 1957 году получить степень бакалавра наук в бизнес-школе Нью-Йоркского университета. Затем, имея полную стипендию, он получил степень юриста в Школе права Университета Святого Иоанна в 1960 году.
26 июля 1964 года Чарльз Рейнджел женился на Альме Картер, социальном работнике. Чарли и Альма познакомились приблизительно в середине-конце 1950-х годов в танцевальном зале «Савой» в Гарлеме. У них двое детей: Стивен и Алисия и трое внуков.
Умер 26 мая 2025 года на Манхэттене в возрасте 94 лет.

## Карьера

### Карьера юриста
После окончания юридической школы Рейнджел сдал государственный экзамен на статус адвоката и был нанят известной «чёрной» юридической фирмой Weaver, Evans & Wingate. Частной практикой Чарльз зарабатывал не только деньги, но и положительную репутацию, оказывая юридическую помощь чернокожим активистам-защитникам гражданских прав. В 1961 году генеральный прокурор США Роберт Кеннеди назначил Рейнджела помощником федерального прокурора США в Южном округе Нью-Йорка. Год Чарли проработал под руководством прокурора Роберта М. Моргентау, сына известного американского государственного деятеля Генри Моргентау-младшего.
После этого Рейнджел работал юридическим консультантом Нью-Йоркского совета по жилищному строительству и реконструкции, советником Спикера Ассамблеи штата Нью-Йорк, юрисконсультом по первому делу судьи Джеймса Л. Уотсона и генеральным советником Национальной консультативной комиссии по воинской повинности (1966), президентской комиссии по пересмотру законопроектов. Постепенно интерес Рейнджела к политике рос.

### Карьера политика
Дебют Рейнджела в политике состоялся в 1963 году, когда он в ходе интенсивного демократического фракционного спора в Гарлеме уступил лидеру партийного округа. В 1964 году Рейнджел и член Ассамблеи штата Нью-Йорк Перси Саттон, ставший наставником молодого политика, объединились с целью формирования Демократического клуба Джона Ф. Кеннеди в Гарлеме (впоследствии стал частью Демократического клуба преподобного Мартина Лютера Кинга-младшего).
В 1965 году Рейнджел принял участие в маршах от Селма до Монтгомери, причём, хотя и планировал только краткое появление, в итоге провёл там четыре дня.
В сентябре 1966 года, после того как депутат Ассамблеи штата Нью-Йорк от 72-го округа Перси Саттон стал президентом боро Манхэттен, Гарлемские демократы выбрали Рейнджела для участия в выборах в 72-м округе. В результате Чарли одержал свою первую в жизни победу на выборах, а через два года добился переизбрания. Рейнджел быстро стал лидером среди чернокожих законодателей в штате, а также установил политически дружественные отношения с губернатором штата Нью-Йорк Нельсоном Рокфеллером, который помог ему во время переизбрания в 1968 году.
Будучи депутатом законодательного собрания штата Рейнджел поддержал легализацию лотереи «Числа», сказав: «Для среднего гарлемца игра „Числа“ … это мораль и образ жизни». Он также выступал против более суровых наказаний для проституток, считая их неэффективными. Рейнджел был сильно обеспокоен воздействием наркотиков на Гарлем, выступал за то, чтобы наркоторговцы привлекались к ответственности за преступления, совершённые их клиентами, в целом полагая, что наркомания представляет собой угрозу национальной безопасности.
В 1969 году Рейнджел пытался стать кандидатом от Демократической партии на пост президента Нью-Йоркского городского совета, но смог занять лишь последнее место из шести кандидатов.
В 1970 году Рейнджел баллотировался на выборах в Палату представителей США от 18-го избирательного округа, бросив вызов Адаму Клейтону Пауэллу-младшему, 36 лет представлявшему Нью-Йорк в Конгрессе. Пауэлл был знаковой, харизматичной и яркой фигурой. В 1967 году он был втянут в политический скандал, который повлёк за собой этическую полемику, из-за которой Пауэлл потерял своё место в нижней палате Конгресса. В 1969 году он выиграл в Верховном суде США процесс «Пауэлл против Маккормака», доказав, что решение Палаты представителей о его исключении было неконституционным. В июне 1970 года Рейнджел на праймериз смог опередить Пауэлла на 150 голосов и занять первое место из пяти участников. Проигравший попытался отменить результаты первичных выборов через суд, заявив, что более 1000 бюллетеней были неправавильно заполнены, но безуспешно. Пауэлл также не смог попасть в избирательный бюллетень и как независимый. Получив поддержку обеих ведущих партий, как Демократической, так и Республиканской, Рейнджел уверенно выиграл выборы в ноябре 1970 года, в первый раз в своей жизни став членом Палаты представителей.

## В Палате представителей

### Округа, сроки и комитеты
В 1970 и 1972 годах Рейнджел избирался в Палату представителей от 18-го избирательного округа, с 1973 по 1983 год он представлял в Конгрессе 19-й округ, с 1983 по 1993 год — 16-й, с 1993 по 2013 — 15-й округ. Фактически, это был один и тот же округ, у которого менялись нумерация и границы. Демографические изменения и демаркация избирательных округов со временем привели к значительному сокращению доли афроамериканцев среди избирателей Рейнджела. Если в начале 1970-х годов доля чёрного населения в округе политика составляла 65 %, то к 1979 году она упала до 50 %, доля белых составила 30 %, а доля пуэрториканцев выросла до 20 %. К 2000 году только 3 из 10 жителей округа были чернокожими, в то время как почти половина избирателей были латиноамериканцами, в первую очередь, из Доминиканы. В настоящее время в округе Рейнджела, ныне имеющем 13-й номер, выходцев из Латинской Америки в два раза больше, чем афроамериканцев.
Во время своего первого переизбрания в 1972 году Рейнджел столкнулся с сильными проблемами. Его соперником на праймериз стал Ливингстон Уингейт, директор гарлемской молодёжной организации, тесно связаной с бывшим конгрессменом Пауэллом и Конгрессом расового равенства, чёрной националистической группой, которую Рейнджел публично осудил. Однако Чарли заручился поддержкой ряда других демократических групп и уверенно выиграл первичные выборы, набрав почти 77 % голосов, а затем и всеобщие выборы.
Начиная с 1972 года Рейнджел переизбирался каждые два года, обычно получая более 90 % голосов. Долгое время Рейнджел получал на выборах поддержку не только Демократической партии, но и её главного оппонента, Республиканской партии (вплоть до 1990 года), а также Либеральной партии Нью-Йорка (вплоть до 2000 года). Высокая и стабильная поддержка политика со стороны избирателей объяснялось тем, что он воспринимался как защитник справедливости, причём не только в Гарлеме, но и за его пределами. Только в 1994 году Рейнджел впервые за много лет столкнулся с проблемами, когда его соперником на праймериз стал дважды избиравшийся в городской совет Нью-Йорка Адам Клейтон Пауэлл IV, сын бывшего конгрессмена Пауэлла. Впрочем, Чарли смог уверенно добиться очередной номинации от демократов, завоевав почти 61 % голосов. После этого вновь с серьёзными проблемами Рейнджел столкнулся уже в 2010-х годах, после обвинений в нарушении этических норм и несоблюдении налогового законодательства.
В 1971 году Рейнджел стал одним из основателей Кокуса чёрных конгрессменов, объединившего 13 чернокожий членов 92-го Конгресса США. В 1974 году он был избран его председателем и оставался им до 1976 года.
Членство в комитетах:
- Комитета Палаты представителей США по методам и средствам (1975—2017 годы, вице-председатель в 1996—2006, председатель в 2007—2010 годов)
- Совместный комитет Конгресса США по вопросам налогообложения[англ.] (председатель в 2007 и 2009 годах, вице-председатель в 2008 и 2010)
- Выборный комитет по злоупотреблению наркотиками и борьбе с ними (англ. Select Committee on Narcotics Abuse and Control; 1976—1993 годы, председатель в 1983—1993 годах)
- Выборный комитет по преступности (англ. Select Committee on Crime; 1971—1973 годы)
- Комитет Палаты представителей США по вопросам судопроизводства (1971—1974 годы)

Членство в группах:
- Демократический кокус в Палате представителей (англ. House Democratic Caucus)
- Кокус чёрных конгрессменов (англ. Congressional Black Caucus)
- Кокус прогрессивных конгрессменов (англ. Congressional Progressive Caucus)[54]
- Кокус конгрессменов по вопросам искусств (англ. Congressional Arts Caucus)[55]
- Международный кокус конгрессменов по сохранению растений англ. (United States Congressional International Conservation Caucus).

### 1970-е

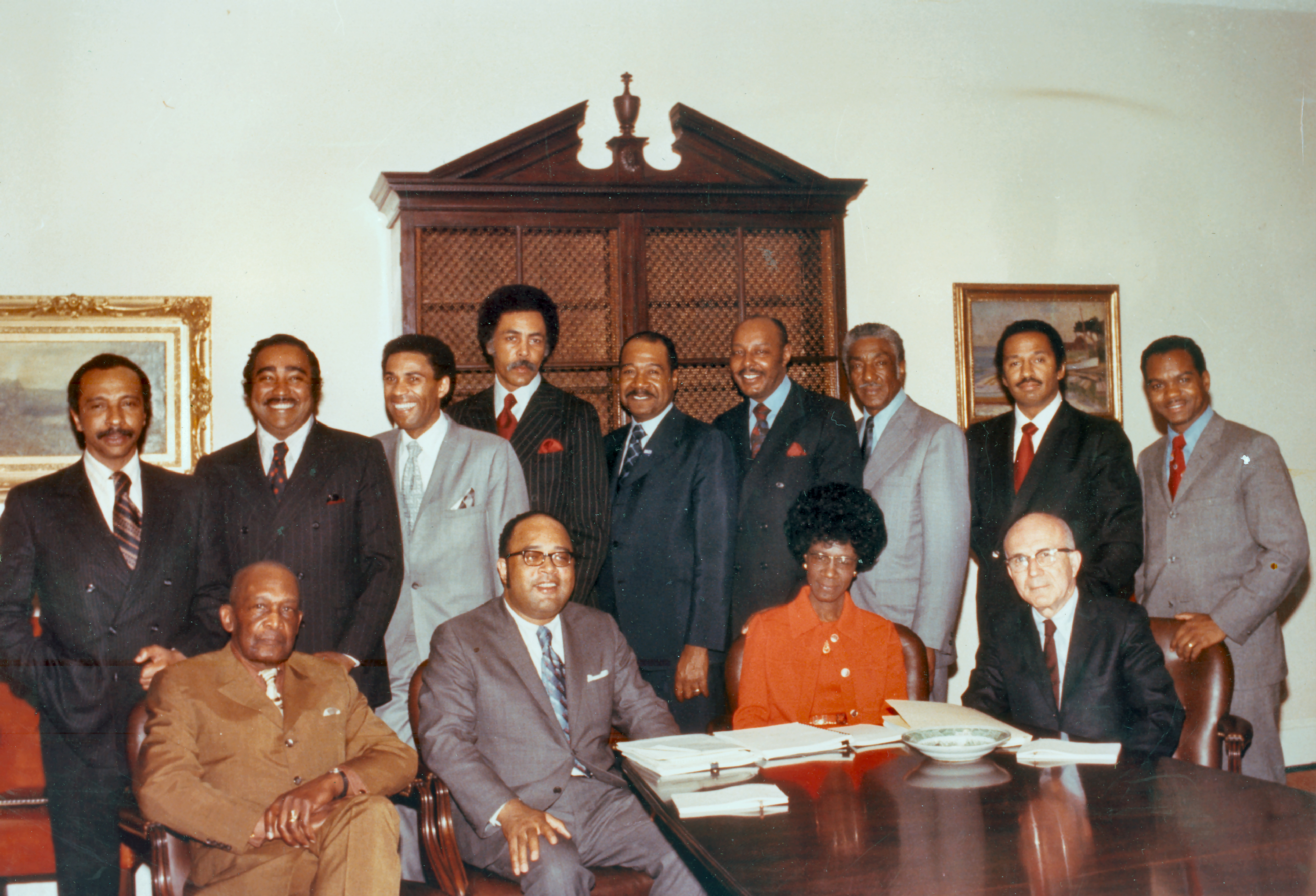
Чарли Рейнджел (второй слева, сверху) и двенадцать других учредителей Кокуса чёрных конгрессменов в 1971 году

Став членом Палаты представителей, Рейнджел сосредоточился на проблеме наркотиков и вошёл в Выборный комитет по преступности. В феврале 1971 года он подверг критике администрацию Никсона за то, что та не предпринимает более решительных действий против Турции и Франции, источника большей части героина, поступающих в США. Его предложение прекратить иностранную помощь странам, не участвующим в борьбе с международной торговлей наркотиками, не получило поддержки в Палате, но привело к принятию законопроекта, который разрешал президенту сокращать помощь таким странам. Рейнджел вызвал скандал в Нью-Йорке, обвинив некоторых сотрудников Нью-йоркского полицейского департамента в сотрудничестве с наркоторговцами.
14 апреля 1972 года Рейнджел и лидер радикальной афроамериканской организации «Нация ислама» Луис Фаррахан вмешались в расследование убийства патрульного полицейского Филиппа Кардильо, смертельно раненного в гарлемской мечети «Нации Ислам», в которой проповедовал Малкольм X. Прежде чем подозреваемый был взят под стражу, Фаррахан и Рейнджел прибыли на место преступления, заявив, что возможен бунт, если подозреваемого не выпустят. После этого, заместитель комиссара по связям с общественностью Бенджамен Уорд приказал всем белым полицейским отойти с места в знак согласия с требованиями Фаррахана и Рейнджела.
Рейнджел занимался не только проблемами гетто, но и другими вопросами. Он был последовательным сторонником Израиля, в том числе, выступив против антиизраильской резолюции, принятой на Национальном чёрном политическом конгрессе в 1972 году и призвал чернокожих американцев поддержать советских евреев в 1975 году. Также, Рейнджел выступал против иностранных интервенций и увеличения военных расходов, голосовал против бомбардировок в Камбодже и финансирования выпуска бомбардировщиков B-1 и суперавианосцев.
Во время «Уотергейта» Рейнджел участвовал в слушаниях по импичменту президенту Ричарда Никсона. Во время слушаний Чарли заслужил как национальное внимание, так и уважение своими хорошо продуманными вопросами. Рейнджел также активно участвовал в слушаниях по рассмотрению кандидатуры губернатора Рокфеллера на пост вица-президента.
Рейнджел быстро сделал карьеру в Палате представителей благодаря своим политическим навыкам, упорному труду, знанию законодательных вопросов и приветливым манерам. В 1975 году он стал первым чернокожим, включённым в состав Комитета Палаты представителей США по методам и средствам, а в 1979 году стал председателем подкомитета по здравоохранению. В 1976 году Рейнджел был назначен в Выборный комитет Палаты представителей по вопросам злоупотребления наркотиками и борьбе с ними. К 1979 году Чарли уже был членом влиятельного Демократического руководящего и политического комитета Палаты представителей. Рейнджел умело сочетал свои твёрдо либеральные взгляды с прагматичным подходом к нахождению политических и законодательных компромиссов. Он организовывал альянсы в Конгрессе, сотрудничая, например, с мичиганским республиканцем Гаем Вандером Джагтом по вопросам реформы системы социального обеспечения, правительственных учреждениях и администрации Картера. В некоторых случаях Рейнджела критиковали за излишний прагматизм, например, когда он изменил свою позицию по вопросу о дерегулировании рынка природного газа, то его обвинили в том, что он сделал это в обмен на строительство нового федерального здания в Гарлеме, сам политик отверг это обвинение.
Помимо растущего влияния в Вашингтоне, к концу 1970-х годов Рейнджел становится ведущим чернокожим политиком Нью-Йорка. В 1977 году он поддержал выдвижение своего наставника Перси Саттона на кандидатом в мэры Нью-Йорка от Демократической партии, а после его неудачи на праймериз содействовал избранию мэром Эда Коха. Впоследствии он попытался стать посредником между мэром Кохом и некоторыми меньшинствами, которые считали, что администрация Коха нечувствительна к расизму.

### 1980-е

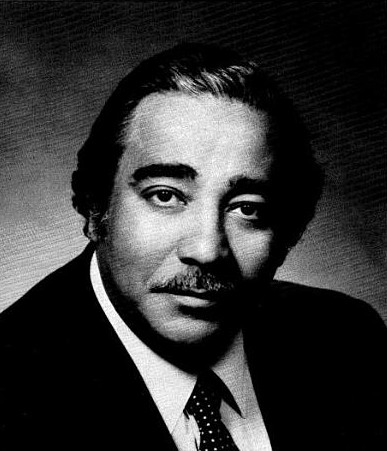
Официальный фотопортрет конгрессмена Чарльза Рейнджела, 1985 год

В 1981 году Рейнджел возглавил подкомиссию по надзору Комитета по методам и средствам, что расширило его возможности для борьбы с сокращением расходов на социальные нужды со стороны администрации Рейгана. К 1983 году он был третьим по влиянию членом Комитета по методам и средствам, наладив взаимодействие с его влиятельным председателем Дэном Ростенковски. Рейнджел также имел поддержку спикера Палаты представителей Типа О’Нила, который сделал его заместителем «кнута» демократического большинства в 1983 году. На президентских выборах в США в 1984 году Рейнджел поддержал бывшего вице-президента Уолтера Мондейла, а не чернокожего проповедника и политика Джесси Джексона.
К середине 1980-х годов Рейнджел был известен как один из так называемой «Банды четырёх», включавшей также Перси Саттона, Бэзила Патерсона и будущего мэром Дэвида Динкинса, неформальной коалиции самых влиятельных политиков Гарлема, доминировавшей в 1970-х—1980-х годах общественной и политической жизни Гарлема. Они, в частности, прославились разрушением расовых барьеров и стереотипов, достигнув должностей, которые до них считались невозможными для чёрных американцев, и проложили путь для многих других чёрных по всей стране.
В 1981 году Рейнджел выступил за переизбрание мэра Коха, но уже к 1983 году их отношения с были разрушены. К 1984 году Рейнджел был самым влиятельным политиком в штате Нью-Йорк. Его позиция в Комитете по методам и средствам позволила ему успешно лоббировать выделение федеральных средств городу и штату Нью-Йорк для осуществления проектов в транспортной области, промышленного развития, программы «Медикэр», строительстве доступного жилья и приютов для бездомных. Рейнджел был одним из самых узнаваемых политиков города, что в 1985 году повлекло предположения, что он будет баллотироваться на пост мэра, но Чарли предпочёл остаться в Конгресс, надеясь, в конечном счёте, стать председателем Комитете по методам и средствам, а возможно и спикером палаты представителей.
В 1983 году Рейнджел стал председателем Выборного комитета по наркотикам, укрепив свои позиции в качестве ведущего стратега по этому вопросу. Он добился продолжения работу комитета, не допустив его расформирования. Он боролся против предлагаемых сокращений федерального бюджета по борьбе с наркотиками и выступал за увеличение грантов штатам и городам для улучшения приютов для бездомных. Поправки Рейнджела, предусматривающие увеличение финансирования региональных и местных правоохранительных органов, были включены в Закон о борьбе с наркоманией 1986 года. Чарли совершил ряд поездок по Центральной и Южной Америке и другим странам, выясняя, как там обстоят дела с наркобизнесом и борьбе с ним. Рейнджел считал, что легализация наркотиков будет представлять собой «моральное и политическое самоубийство». При этом он критиковал и тех, кто больше всего пострадал от наркотиков, заявив, что латиноамериканские и чернокожие подростки не имеют чувства самосохранения. В 1988 году Рейнджел обвинил президента Рональда Рейгана в недостаточности усилий в войне с наркотиками, при этом высоко оценив социальную кампанию первой леди Нэнси Рейган «Просто скажи: НЕТ». Рейнджел оставался председателем комитета по наркотикам до 1993 года, когда он был распущен вместе с другими выборными комитетами Палаты представителей.

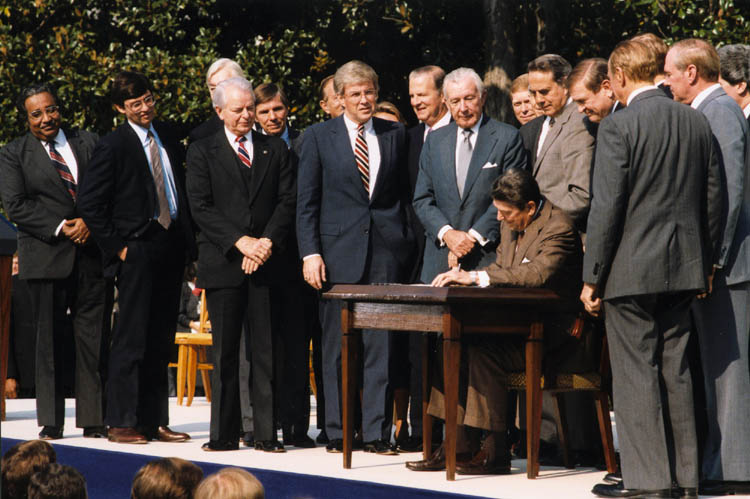
Рейнджел (крайний слева) смотрит на то, как президент Рональд Рейган подписывает Закон о налоговой реформе 1986 года на Белого дома

Рейнджел был частью совместной с Сенатом конференции, работавшей над Законом о налоговой реформе 1986 года, который стал самой радикальной реформой Налогового кодекса США за 50 лет. Чарли выступал за снижение налогообложения для людей с низкими доходами, добившись отмены взимания федерального подоходного налога для шести миллионов домохозяйств, что нашло поддержку среди как либеральных, так и консервативных групп. Рейнджел был автором идеи так называемого «жилищного кредита», который позволил увеличить инвестиции в строительство доступного жилья в США. Он также сыграл ключевую роль в сохранении вычета при уплате региональных и местных налогов на прибыль.
В конце 1985 года Рейнджел стал одним из шести конгрессменов, претендовавших на то, чтобы стать следующим «кнутом» демократического большинства в Палате представителей, де-факто, третью должность партийной фракции, который впервые в истории должен был быть избран депутатами, а не назначен спикером. В итоге Чарли проиграл Тони Коэльо из Калифорнии со счётом 78 против 167. Чарли объяснил своё поражение тем, что Коэльо возглавлял Демократический комитет избирательной кампании в Конгресса, который финансировал кампании многих членов Палаты представителей.
Помимо внутренних дел Рейнджел уделял внимание и иностранным проблемам, в частности, борьбе с апартеидом в Южной Африке. Так, в декабре 1984 года его арестовали за участие в митинге перед консульством ЮАР в Нью-Йорке. Рейнджел смог пролоббировать отмену налоговых льгот для корпораций, ведущих бизнес в этой стране. В результате ряд компаний покинули Южную Африку, так что «поправка Рейнджела» оказалась одной из наиболее эффективных санкций против апартеида. Впоследствии Рейнджел сказал, что это одно из его действий, которым он больше всего гордится.

### 1990-е
Во время Войны в Персидском заливе 1991 года Рейнджел потребовал, чтобы председатель Объединённого комитета начальников штабов Колин Пауэлл расследовал утверждения о дискриминации чернокожих членов Национальной гвардии Нью-Йорка в отношении боевой подготовки и лечения. Уже во время администрации Клинтона Чарли сражался с должностными лицами исполнительной власти по бюджетным статьям почти так же, как во время республиканских администраций Рейгана и Буша-старшего, с негодованием реагируя, когда Клинтон вёл переговоры в Конгрессе с республиканцами, минуя демократов. В 1993 году именно Рейнджел сыграл ключевую роль в увеличении налоговых льгот для работающих людей со средними и низкими доходами, особенно с детьми.
Мечта Рейнджела возглавить Комитет по методам и средствам не сбылась из-за Республиканской революции 1994 года, когда республиканцы впервые с 1954 года смогли получить большинство в Палату представителей. В 1996 году Чарли стал главным демократом комитета. Рейнджел был категорически против «Контракта с Америкой», программы, с которой республиканцы смогли победить на промежуточных выборах 1994 года, считая, что он ущемляет интересы бедных Америки, и резко критиковал тех кто, как президент Билл Клинтон или кардинал Джон О’Коннор, занимал «молчания добрых людей», которое Чарли сравнивал с тем, что произошло в нацистской Германии. Рейнджел также решительно выступал против Закона о реформе системы социального обеспечения 1996 года, обвиняя Клинтона в поддержке его по политическим мотивам.
Расширение экономических возможностей для меньшинств и бедных было в центре внимания Рейнджела в 1990-х годах. В 1993 году он добился принятия законодательства о создании «зон расширения полномочий», которые предусматривали налоговые льготы для инвестиций и создания рабочих мест в городских районах, и в конечном счёте привело к вложению $5 млрд долларов из федерального бюджета в развитие городов. Рейнджел сыграл особую роль в создании Корпорации развития Верхнего Манхэттена в 1995 году, благодаря которой удалось привлечь 500 миллионов долларов государственных и частных средств на изменение облика Гарлема, в том числе на джентрификацию. Чарли входил в Совет корпорации, внеся огромный вклад в возрождение Гарлема в 1990-х годах.
В конце 1990-х годов Рейнджел возглавлял пропагандистскую кампанию, целью которой было получить голоса афроамериканцев за белых демократов в ключевых округах. Возможно, этот проект помог получить или сохранить несколько мест во время промежуточных выборов в Палату представителей в 1998 году.
В конце 1998 года сенатор-демократ Дэниэл Патрик Мойнихэн, 14 лет представлявший Нью-Йорк в Сенате США, объявил что не будет добиваться переизбрания в 2000 году, Рейнджел одним из первых выступил за то, чтобы первая леди Хиллари Клинтон переехала в Нью-Йорк и баллотировалась на освободившееся место, что она с успехом и сделала.
В октябре 1998 года генеральный прокурор штата Нью-Йорк Деннис Вакко подал иск против директоров фонда нью-йоркского афроамериканского театра «Аполло», в том числе председателя фонда Рейнджела. Иск требовал отставки политика, что тот и сделал через нескольких месяцев раздумий, оставшись при этом членом совета фонда. В октябре 1999 года новый генеральный прокурор Элиот Спитцер отозвал иск и очистил Рейнджела и Саттона от обвинений, заявив, что все денежные средства были должным образом перечислены театру.
15 марта 1999 года конгрессмен был арестован вместе с двумя другими видными афроамериканскими лидерами (активистом движения за гражданские права Элом Шарптоном и бывшим мэром Дэвидом Динкинсом) за протест против убийства полицейскими Амаду Диалло, 23-летнего иммигранта из Гвинеи. Впоследствии, обвинённые в убийстве четыре белых и испаноязычных полицейских были оправданы жюри присяжных.

### 2000—2007-е

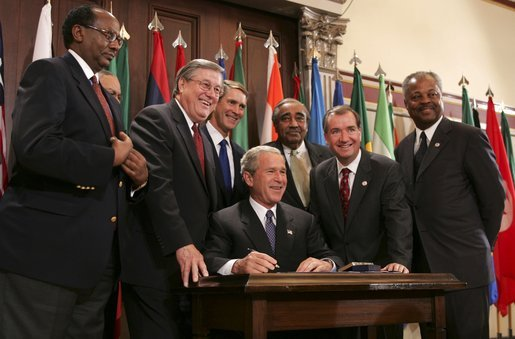
Чарли Рейнджел (третий справа) смотрит на то, как президент Джордж Буш подписывает в 2004 году закон об оказании помощи экономикам стран Чёрной Африки

В начале 2000-х годов Рейнджел выступал за продолжение финансирования усилий по борьбе с нищетой, включая временную помощь для нуждающихся семей и предоставление субсидий на уход за детьми. После терактов 11 сентября 2001 года Рейнджел добился продления пособий по безработице, желая помочь тем ньюйоркцам, которые потеряли работу из-за снижения деловой активности, вызванного последствиями терактов.
В отличие от многих демократов-членов Палаты представителей, Рейнджел был известен поддержкой соглашений о свободной торговле. Он был лоббистом закона об оказании помощи экономикам стран Чёрной Африки, принятого, несмотря на противодействие профсоюзов, текстильной промышленности и Кокуса чёрных конгрессменов, в 2000 году и продлённого на 10 лет в 2004 году. Это впервые обеспечило стимулы для торговли США с африканскими странами к югу от Сахары.
В 2002 году Рейнджел основал программу стипендий по международным отношениям, названную в его честь. Эта программа представляет собой сотрудничество между Говардским университетом в Вашингтоне и Государственным департаментом США, которое значительно увеличило число представителей меньшинств, работающих в Госдепе.
В июле 2004 года Рейнджел стал первым из трёх членов Палаты представителей США, которые были арестованы по обвинению в нарушении правил дорожного движения, за протесты перед посольством Судана в Вашингтоне против нарушений прав человека в этой стране. Следующими после него были арестованы Бобби Раш и Джо Хёфел.
Рейнджел был непреклонным противником администрации Джорджа У. Буша и войны в Ираке. Чувствуя себя бессильным остановить последнего в республиканском Конгрессе, он заявил в 2007 году, что страдал от кошмаров: «Это был мой самый плохой результат за все 37 лет моего пребывания в Конгрессе … Это был печальный период, когда вы видели потерянные [на войне] жизни, и вы не смогли ничего с этим сделать». В апреле 2006 года Рейнджел и девять других членов Палаты представителей присоединились к действиям Джона Коньерса против Джорджа Буша, обвиняя его в нарушения Конституции США при принятии Закона о сокращении дефицита в 2005 году.
Рейнджел долгое время выступал против армии добровольцев и неоднократно призывал правительство вернуть призыв на военную службу. В 2003 году политик сказал, что призыв сделает военных ближе к американской общественности в целом, что «бедные, чёрные и коричневые не должны быть единственными американцами, которые борются и умирают в Ираке», и что «справедливость требует, чтобы сыновья и дочери белых средних и высших классов разделяли бремя войны». В 2006 году он сказал, что ни один солдат не будет сражаться в Ираке, если у них будут приличные возможности для карьеры, и заявил, что:
Нет никаких сомнений в том, что этот президент и эта администрация никогда бы не вторглись в Ирак, особенно по неосновательным доказательствам, которые были представлены Конгрессу, если бы у нас был призыв и члены Конгресса, и администрация думала, что дети из их общин были бы помещены на пути вреда.
Рейнджел четыре раза, в 2003, 2006, 2007 и 2010 годах, представлял версии своего Закона о всеобщей национальной службе. Опросы показали, что 70 % американцев высказались против возобновления призыва. Сам Рейнджел подчеркнул, что люди могут выполнять свои обязательства за счёт невоенной службы, например, в службах безопасности портов и авиакомпаний.
В июне 2006 года Комитет Палаты представителей по ассигнованиям выделил $3 млн на создания Центра государственной службы Чарльза Б. Рейнджела в Городском колледже Нью-Йорка, цель которого состояло в том, чтобы привлечь больше студентов из числа бедных слоев населения и меньшинств к политике. К 2007 году эта сумма была сокращена до 2 млн.
В августе 2006 года Рейнджел заявил, что уйдёт в отставку, если демократы не получат большинство в Палату представителей на выборах в ноябре. Заявление выглядело вполне искренним, так как 76-летний Чарли сам признавался, что чувствует «клаустрофобию» времени.

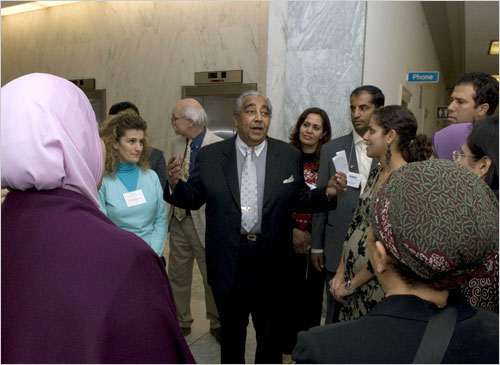
Рейнджел беседует с иностранными педагогами, посетившими Капитолий США в 2007 году в рамках программы «Глобальных связей и обмена» Госдепартамента США

Демократы взяли Конгресс под свой контроль и в январе 2007 года давняя мечта Рейнджела возглавить Комитет по методам и средствам свершилась. Он был не только первым афроамериканцем на посту председателя данного комитета, но и первым со времён Фернандо Вуда в 1870-х годах ньюйоркцем, который возглавил комитет. Журнал Ebony назвал восхождение Рейнджела на пост председателя «переломным моментом для афроамериканцев, которые исторически были закрыты, когда дело доходило до решения вопроса о том, как распределить триллионы долларов в бюджете федерального правительства».
В апреле 2007 года Рейнджел опубликовал свою автобиографию «…И у меня с тех пор не было плохого дня: от улиц Гарлема до Залов Конгресса» (англ. …And I Haven’t Had a Bad Day Since: From the Streets of Harlem to the Halls of Congress). «Нью-Йорк Таймс» одобрительно отозвалась о книге.
Рейнджел с самого начала решительно поддерживал кампанию по выдвижению Хиллари Клинтон в президенты от Демократической партии. Праймериз и кокусы Демократической партии превратились в историческую битву между Клинтоном и сенатором Бараком Обамой. Хотя у Обамы был реальный шанс стать первым в истории США афроамериканским президентом, Рейнджел остался верен Клинтон, сказав: «Просто нет никаких сомнений в том, что Хиллари была бы в лучшем положении, чем сенатор-первокурсник». При этом, жена Рейнджела Алма публично поддержала Обаму. На сторону Обамы Чарли перешёл только после того как его кандидатуру официально утвердил Конвент Демократической партии в начале июня 2008 года.

### 2008—2010
2008—2010 годы для Рейнджел прошли под знаком беспрестанных скандалов и расследования его деятельности. Началось всё в июле 2008 года, когда The Washington Post сообщила, что политик собирал пожертвования в пользу Центра государственной службы Чарльза Рейнджела в Городском колледже Нью-Йорка от корпораций и частных лиц, имевших дела с возглавляемым им Комитетом по методам и средствам, делая это с использованием фирменного бланка Конгресса. Сам Чарли отрицал какие-либо правонарушения и попросил Комитет Палаты представителей по этике определить было ли нарушением использование им его фирменного бланка Конгресса при организации собраний для сбора взносов для Центра. Спикер Палаты представителей Нэнси Пелоси согласилась с его просьбой.
Впрочем, это обвинение не стало единственным. В том же июле 2008 года The New York Times сообщила, что Рейнджел в гарлемском комплексе Lenox Terrace арендует четыре квартиры по ценам ниже рыночных. В 2007 году конгрессмен платил в месяц за все четыре квартиры $3 894, в то время как ставка арендодателя на аналогичные квартиры в здании составляла $8 125 в месяц. Три квартиры были объединены, образовав одну квартиру общей площадью 230 м2, а четвёртая использовалась в качестве офиса, что нарушало правила города и штата. Эксперты Конгресса по этике оценили разницу в арендной плате, уплаченной Рейнджелом, и рыночными ставками в $30 000 в год. В конце июля 254 голосами против 138 Палата представителей утвердила резолюцию лидера республиканского меньшинств Джона Бейнера, которая осудила Рейнджела за то, что тот «опозорил себя и дискредитировал Палату».
В сентябре 2008 года New York Post сообщила, что Рейнджел много лет использовал гараж Палаты в качестве места хранения своего автомобиля Mercedes-Benz, что не только было нарушением правил Палаты, но и стало основанием обвинить конгрессмена в нарушении налогового законодательства. В соответствии с правилами Налогового управления США бесплатная парковка считается доходом и должна быть указана в налоговых декларациях. В июле 2010 года Комитет Палаты представителей по этике постановил, что Рейнджел не совершал никаких нарушений, поскольку правила стоянки применимы только к персоналу Конгресса, но не к его членам.
В августе 2008 года Рейнджела обвинили в том, что он утаил от налогообложения доходы от сдачи в аренду виллы в городе Пунта-Кана в Доминиканской Республике. Дом с тремя спальнями и тремя ванными в самый загруженный туристический сезон сдавался в аренду за $1100 за ночь. Виллу Рейнджел приобрёл в 1988 году за $82 750 по предложению адвоката Теодора Кила, главного инвестора курортно-туристического комплекса Puntacana Resort and Club и спонсора предвыборных кампаний Чарли.
В сентябре 2008 года адвокат Рейнджела Лэнни Дэвис подтвердил, что политик действительно утаил $75 000 дохода, полученного им от доминиканской виллы. В том же месяце Чарли заплатил налог в сумме $10 800. Также стало известно, что Рейнджел не включил в свои финансовые отчёты детали относительно продажи своего дома в Вашингтоне (округ Колумбия); существуют расхождения в стоимости имущества, которым он владеет в Санни-Айлс-Бич (варьируется от $50 000 до $500 000); выявлены несоответствия в отчётности его инвестиционного фонда. Политик принёс извинения своим коллегам и общественности.
24 сентября 2008 года Комитет Палаты по этике объявил, что проведёт расследование нарушал ли Рейнджел кодекс поведения или какой-либо закон или другое положение, касающееся исполнения им своих обязанностей.
В результате, республиканцы и часть демократов, последние в частном порядке, заявили, что будет лучше если Рейнджел уйдёт в отставку с поста главы Комитета по методам и средствам. В конце 2008 года и снова в сентябре 2009 года общественная организация «Граждане за ответственность и этику в Вашингтоне» называла Рейнджела одним из 15 самых коррумпированных членов Конгресса. Тем не менее, Чарли остался на своём посту и в основном сохранил свою роль в руководстве и политических дискуссиях Палаты представителей, включая план реформы здравоохранения Обамы (противодействие которому, по его мнению, отчасти было обусловлено расовыми предрассудками в отношении президента Обамы). Тем не менее, влияние Рейнджела уменьшилось из-за окружающих его скандалов.
В мае 2009 года некоммерческий Национальный юридический и политический центр обвинил Рейнджела и ряд других членов Конгресса в том, что в 2007 и 2008 годах они совершили поездки на Карибские острова проспонсированные Карибским фондом новостей, некоммерческим нью-йоркским фондом, финансируемым корпорациями, имеющими интересы в Конгрессе и Комитете по методам и средствам. Это, в сочетании с продолжительностью поездок, казалось, нарушением правила Палаты представителей. В июне Комитет по этике согласился расследовать этот вопрос.
В августе 2009 года Рейнджел изменил свою финансовый отчёт за 2007 год, включив в него ранее не представленные активы и доходы на сумму более чем $500 000. Это удвоило его чистую прибыль. Незарегистрированные активы включали счёт в кредитном кооперативе, несколько инвестиционных счетов, акции Yum! Brands и PepsiCo, а также недвижимость в Глассборо (Нью-Джерси). Рейнджел также признал, что не уплатил налог на недвижимость в Нью-Джерси.
26 февраля 2010 года Комитет по этике опубликовал свой отчёт о карибских поездках. Было установлено, что Рейнджел нарушил правила Палаты в отношении подарков, приняв возмещение за поездки на конференции. Сам конгрессмен не согласился с выводами комитета. Спикер Палаты Нэнси Пелоси сказала, что не будет предпринимать каких-либо действий против Рейнджела в ожидании дальнейших заключений комитета. Комитет по этике продолжал расследование обвинений против политика в связи с арендой квартир по цене ниже рыночной, сбором средств и утаиванием доходов от сдачи в аренду доминиканской виллы.
После доклада Комитета по этике дома в феврале 2010 года, в котором Рейнджела критиковал за его участие в спонсируемых поездках в Карибском регионе, Белый дом несколько отступил от прежней поддержки политика. Группа из 14 демократов-конгрессменов публично призвала Чарли уйти в отставку с поста председателя Комитета по методам и средствам. Многие демократы были обеспокоены тем, что скандалы вокруг Рейнджела могут помешать демократов сохранить большинство в Палате представителей на выборах 2010 года, но не стали высказываться публичного из уважения к нему.
3 марта 2010 года Рейнджел сказал, что возьмёт отпуск как председатель комитета до выхода отчёта Комитета по этике.
22 июля 2010 года двухпартийный подкомитет по расследованию, состоящий из четырёх членов Комитета Палаты представителей по вопросам этики, указал, что у него есть «веские основания полагать», что Рейнджел нарушил ряд правил этики. Этот вопрос был передан другому, недавно созданному, специальному подкомитету, чтобы вынести окончательное решение. Рейнджел провёл переговоры с Комитетом по этике, члены которого посчитали, что конгрессмен не желает признать свои проступки. В результате никакого урегулирования достигнуто не было.
29 июля 2010 года в адрес Рейнджела были выдвинуты обвинения в нарушения правил Палаты и федеральных законов по 13 пунктам. Адвокаты политика продолжали настаивать на том, что он не умышленно нарушал законы и правила, не раздавал политических поблажек и не злоупотреблял своим служебным положением ради личной финансовой выгоды.
Тем временем приближались очередные выборы, в частности, предстояло избрать губернатора штата Нью-Йорк. Одним из претендентов на выдвижение на этот пост от Демократической партии был действующий губернатор Дэвида Патерсон, первый афроамериканский губернатор Нью-Йорка и сын Бэзила Патерсона, одного из гарлемской «Банды четырёх». Его главным соперником был Эндрю Куомо, генеральный прокурор штата Нью-Йорк. Рейнджел опасался, что борьба чёрного демократа против белого демократа может расколоть партию. Впрочем, проблема решилась сама собой. Из-за ряда скандалов рейтинг Патерсона сильно упал и он в конце концов отказался от борьбы за переизбрание. К этому моменту падение репутации Рейнджела, неудача Патерсона-младшего и смерть Перси Саттона ознаменовали конец эры «Банды четырёх».
Решив в очередной раз избираться в Палату представителей, Рейнджел столкнулся сразу с несколькими претендентами от демократов на его место: гарлемский бизнесмен и активист Винсент Морган, чья кампания на низовом уровне имела много сходства с кампаний Чарли против Адама Клейтона Пауэлла-младшего в 1970 году; Адам Клейтон Пауэлл IV, который ранее уже бросал вызов Чарли; бывший президент Национального союза писателей, журналист Джонатан Тазини; и бывший глава избирательной кампании Обамы Джойс Джонсон. Хотя сбор средств для переизбрания Рейнджела шёл хуже чем раньше, к тому же ему пришлось потратить почти $2 миллиона на судебные издержки, у него всё ещё было гораздо больше наличных денег для кампании, чем у любого из его соперников.
14 сентября 2010 года Рейнджел выиграл первичные выборы, получив 51 % голосов. Затем он легко выиграл всеобщие выборы 2 ноября 2010 года, получив 80 % голосов.
15 ноября 2010 года началось официальное разбирательство по делу Рейнджела. Он сразу же отказался участвовать в слушаниях, сказав, что не может позволить себе адвокатов после того, как заплатил своим предыдущим защитникам более $2 млн, и безуспешно доказывая, что разбирательство должно быть отложено до тех пор, пока он не сможет организовать правовой защитный фонд.
16 ноября 2010 года Рейнджел был признан виновным по 11 из 12 обвинений выдвинутых против него подкомитетом Комитета Палаты представителей по этике. Конгрессмена признали виновным в сборе средств и пожертвований для Центра Рейнджела от тех, кто имел дело с Комитетом по методам и средствам (два пункта), неправомерном использованием для сбора пожертвований фирменных бланков Конгресса и других ресурсов Палаты (четыре пункта), неполном и неточном раскрытии финансовой информации (один пункт), использовании одной из арендованных в Гарлеме квартир в качестве офиса (один пункт), в неуплате налогов с доходов от своей доминиканской виллы (один пункт) и нарушении правил Палаты (два пункта).
Через два дня Комитет по этике собрался в полном составе и проголосовал 9 против 1 за то чтобы рекомендовать Палате представителей официально высказать порицание Рейнджелу. Комитет также решал, что политик должен оплатить все невыплаченные налоги. 2 декабря 2010 года Палата представителей проголосовала 333 голоса против 79 за то, чтобы осудить Рейнджела.

### 2010-е
С отставкой с поста главы Комитета Палаты представителей США по методам и средствам проблемы Рейнджела не закончились. Национальный правовой и политический центр подал жалобу в Федеральную избирательную комиссию, утверждая, что он неправильно использовал средства комитета политических действий. Чтобы покрыть как текущие, так и прошлые судебные издержки, Чарли учредил фонд правовой защиты, создание которого было одобрено Комитетом Палаты по этике).
В 2011 году Рейнджел стал первым конгрессменом, который заявил о поддержке движения «Захвати Уолл-стрит» и несколько раз посещал их близлежащий лагерь в парке Зукотти. Это не помешало протестующим пикетировать офис Рейнджела из-за его позиции в отношении свободной торговли, в частности, соглашений с Панамой и Южной Кореей, которые, по мнению протестующих, привели к сокращению рабочих мест в США.
После переписи 2010 года избирательный округ Рейнджела вновь пережил изменение границ, после которой 55 % избирателей 13-го округа Нью-Йорка составляли латиноамериканцы и лишь 27 % афроамериканцы. Чарли был брошен вызов со стороны Адриано Эспайльята, члена Сената штата Нью-Йорк. На первичных выборах 26 июня Рейнджел смог, хотя и с трудом, победить Эспайльята, а затем легко выиграл всеобщие выборы в ноябре.
В апреле 2013 года Рейнджел подал иск в Федеральный окружной суд США по округу Колумбия против нескольких членов и сотрудников Комитета Палаты по этике, заявив, что они виноваты в «многочисленных, вопиющих, осознанных и преднамеренных нарушениях» в ходе расследования против него, добиваясь отмены наказания. В декабре 2013 года судья отклонил иск, посчитав, что суды не могут вмешиваться во внутренние действия Палаты представителей. Апелляционный суд США в округе Колумбия также решил, что дело не относится к юрисдикции судов, а Верховный суд отказался рассматривать это дело.
В 2014 году Рейнджел вновь принял участие в праймериз за право выдвигать от Демократической партии в Палату представителей по 13-му округу. Его соперниками стали Адриано Эспайльят и преподобный Майкл Уолронд из Первой коринфской баптистской церкви. По ходу кампании Чарли объявил, что если будет переизбран, то это будет его последний срок в Палате. Активная работа 84-летнего Рейнджела вновь принесла свои плоды, позволив ему победить как в июне на праймериз, так и в ноябре на всеобщих выборах.
Как он и обещал два года назад, Рейнджел не стал баллотироваться на выборах в 2016 году. В июне 2016 года на демократических праймериз он поддержал члена Ассамблеи штата Кита Л. Т. Райта, выразив надежду, что афроамериканец по прежнему будет представлять в Конгрессе 13-й округ. Надежды Чарли не оправдались, победу одержал Адриано Эспайльят, став первым неафриканским американцем, который будет представлять Гарлем в Палате представителей с тех пор, как в 1940-х годах был образован Гарлемский округ. Рейнджел покинул Палату представителей по истечении срока полномочий 3 января 2017 года.

## Политические позиции
Для оценки политических позиций Рейнджела использовались данные по его голосованию по тем или иным вопросам. В целом, по состоянию на 2015 год, позиции Рейнджела на 100 % совпадали с позициями прогрессистской организации «Американцы за демократические действия» (англ. Americans for Democratic Action, ADA). В 2015 году Американский консервативный союз (англ. American Conservative Union, ACU) оценил совпадение позиций Рейнджела со взглядами консерваторов всего лишь в 3,85 %. National Journal оценивает голоса конгрессменов как либеральные или консервативные в трёх областях политики: экономической, социальной и международной. В 2005—2006 годах средние показатели Рейнджела были следующими: экономический рейтинг — 91 % либеральный и 6 % консервативный, социальный рейтинг — 94 % либеральный и 5 % консервативный, а международный рейтинг — 84 % либеральный и 14 % консервативный.
Project Vote Smart предоставляет рейтинги многих, многих менее известных групп интересов, в отношении Рейнджела. Так, политик обычно имеет рейтинг 100 от прочойс-организаций NARAL Pro-Choice America и Planned Parenthood и, наоборот, нулевой рейтинг или близкий к ним от Национального комитета за право на жизнь (англ. National Right to Life Committee). Рейнджел, как правило, получал очень высокие оценки в 1990-х и 2010-х годах от Американского союза гражданских свобод, Лидерской конференции по гражданским правам (англ. Leadership Conference on Civil and Human Rights) и Национальной ассоциации содействия прогрессу цветного населения. Лига избирателей-консерваторов (англ. League of Conservation Voters) обычно давала Рейнджелу рейтинг около 90. «Налогоплательщики за здравый смысл» (англ. Taxpayers for Common Sense) оценивали рейтинг политика в среднем диапазоне 40—50, в то время как Национальный союз налогоплательщиков (англ. National Taxpayers Union), как правило, присваивал Рейнджелу очень низкие рейтинги или выставлял оценку «F».

## Награды и отличия
Во время Корейской войны Рейнджел был награждён двумя военными медалями: «Пурпурное сердце» и «Бронзовая звезда».
За свою жизнь Рейнджел получил ряд почётных степеней и наград от высших учебных заведений, в том числе от нью-йоркского Университета Хофстра (1989), Сиракузского университета (2001), Юридической школы бостонского Саффолкского университета (2002) и Бард-колледжа (2008). В 2006 году Рейнджел получил Президентскую медаль Барух-колледжа в Нью-Йорке.
В 2005 году Рейнджел получил Премия за достижения в жизни Фонда Джеки Робинсона. В 2006 году он получил премию «За выдающиеся заслуги» от Вашингтонской ассоциации международной торговли.